# Alpha (Illinois)
Alpha és una població dels Estats Units a l'estat d'Illinois. Segons el cens del 2000 tenia 726 habitants.

## Demografia
Segons el cens del 2000, Alpha tenia 726 habitants, 305 habitatges, i 216 famílies. La densitat de població era de 876 habitants/km².
Dels 305 habitatges en un 30,5% hi vivien nens de menys de 18 anys, en un 58% hi vivien parelles casades, en un 10,5% dones solteres, i en un 28,9% no eren unitats familiars. En el 25,6% dels habitatges hi vivien persones soles el 12,8% de les quals corresponia a persones de 65 anys o més que vivien soles. El nombre mitjà de persones vivint en cada habitatge era de 2,38 i el nombre mitjà de persones que vivien en cada família era de 2,82.
Per edats la població es repartia de la següent manera: un 24,5% tenia menys de 18 anys, un 5,6% entre 18 i 24, un 28,2% entre 25 i 44, un 20,9% de 45 a 60 i un 20,7% 65 anys o més.
L'edat mediana era de 40 anys. Per cada 100 dones de 18 o més anys hi havia 93,6 homes.
La renda mediana per habitatge era de 36.250 $ i la renda mediana per família de 43.750 $. Els homes tenien una renda mediana de 31.548 $ mentre que les dones 20.625 $. La renda per capita de la població era de 17.407 $. Aproximadament el 4,2% de les famílies i el 5,8% de la població estaven per davall del llindar de pobresa.

## Poblacions més properes
El següent diagrama mostra les poblacions més properes.